# Lanneplaà
Lanneplaà település Franciaországban, Pyrénées-Atlantiques megyében. Lakosainak száma 303 fő (2022. január 1.). Lanneplaà Orthez, L’Hôpital-d’Orion, Ozenx-Montestrucq és Salles-Mongiscard községekkel határos.

## Népesség
A település népességének változása:
| Lakosok száma | 317  | 305  | 311  | 306  | 305  | 305  | 304  | 304  | 303  |
|               | 2013 | 2015 | 2016 | 2017 | 2018 | 2019 | 2020 | 2021 | 2022 |